# 1820 în literatură
Anul 1820 în literatură a implicat o serie de evenimente și cărți noi semnificative.  

## Cărți noi
- James Fenimore Cooper - Precaution
- Thomas Gaspey - Forty Years Ago
- Robert Huish - Castle of Nielo
- Francis Lathom - Italian Mysteries
- Charles Maturin - Melmoth the Wanderer
- Regina Marie Roche - The Munster Cottage Boy
- Sir Walter Scott
  - The Abbot
  - The Monastery
- Louisa Stanhope - The Crusaders
- Rosalia St. Clair - The Highland Castle, and the Lowland Cottage
- Sarah Wilkinson - The Spectre of Lanmere Abbey